# Собор Рождества Пресвятой Богородицы (Глубокое)
Собо́р Рождества́ Пресвято́й Богоро́дицы — православный храм в городе Глубокое Витебской области Беларуси, второй кафедральный собор Полоцкой епархии Белорусского экзархата Русской православной церкви. Находится в историческом центре города на площади 17 сентября. Первый памятник и наиболее полное выражение школы виленского барокко на территории страны, в котором отразились «важные этапы развития художественных принципов белорусского барокко». По мнению исследователя В. А. Чантурии, данный собор является довольно своеобразным типом культовой архитектуры, ибо даже в масштабах Европы храмы с четырьмя башнями периода барокко очень редки.

## История

### Речь Посполитая
Данный памятник архитектуры был возведён из кирпича в 1639—1654 годах как костёл Успения Богородицы в монастыре католического ордена кармелитов («босых») приором Тышкевичем. Постройка костёла состоялась благодаря фундации владельца части Глубокого, воеводы мстиславского и старосты дисненского Иосифа (Юзефа) Львовича Корсака, который первоначально лично руководил возведением и был похоронен в крипте храма, но впоследствии при перестройке костёла в церковь прах, завёрнутый в малиновую епанчу, был вынут и выброшен, через два дня подобран и перезахоронен одним из местных жителей. Согласно его завещанию 1643 года, Корсак также предоставил семь гнедых коней для подвозки материалов при строительстве костёла. Впоследствии кармелиты начали выплату Корсакам — как деньгами, так и зерном, взяв на себя обязанность содержать ксёндза и плебанию. Несмотря на отсутствие архивных свидетельств, исследователи говорят об имевших место нескольких перестройках и достройках храма, о чём говорят отдельные части здания, несущие черты архитектурных решений разных времён. До перестройки 1730-х годов это был единственный памятник сарматского барокко с трансептом.
В 1735 году костёл был перестроен по плану архитектора И. К. Глаубица: в частности, был изменён главный фасад здания (изменены башни и добавлено оформление ордерной пластикой). Считается, что именно реконструкция 1735 года привнесла в храм черты, свойственные школе виленского барокко: новые многоярусные башни главного фасада с вытянутыми пропорциями (уменьшаясь кверху, такие башни приобретали особые стройность, крутизну и возвышенность), ориентир не на фасадную точку зрения, а на восприятие контуров как сложного силуэта среди невысокой застройки; усложнение главного фасада путём возведения щипца между башнями и обогащения декором (для создания впечатления богатства и ошеломления сплетением деталей); опоясывание фасада поясами профилей и соединение последних между собой многозвенными сращениями пилястр и колонн; усиленная напряжённость ритмичного строя элементов. После перестройки костёл 16 июля 1735 года заново подвергся освящению, на этот раз суфраганом виленским Матеем (Ежи) Анцутой. К 1735 году относятся также возведение перед церковью, на одной с ней оси, трёхарочных (трёхпролётных) двухъярусных кирпичных ворот («брамы») в стиле позднего барокко и пристройка к северо-западной стороне апсиды трёхэтажного жилого корпуса, прямоугольного в плане. От корпуса, обладавшего замкнутой композицией со внутренним двором (одно крыло квадрата составлял костёл), сохранилась лишь впоследствии перестроенное восточное крыло; остальные два крыла вследствие трухлявости были разобраны в 1892 году. При самом монастыре также размещались начальная школа и конвикт шляхетский на 12 неимущих учеников, библиотека в 3 тысячи книг, собрание картин и гравюр, музыкальная капелла, госпиталь, аптека, различные хозяйственные и складские строения, а также физический кабинет со 130 различными приборами, обширный сад и большие «сажалки» с разными рыбами. В костёле же кармелитов находился огромный орган (12-регистровый, размещался на галерее хоров); также на содержании ордена находились 40 музыкантов, игравших как непосредственно в храме, так и на балконе над его входными дверями (в праздничные дни). В данный костёл крестьян не допускали, направляя их в фарный Троицкий костёл.
Также существует мнение о постройке в XVII веке, ещё до закладки храма, широких подземных ходов и пространств с мощными стенами и сводами, которые, согласно легенде, тянулись не только до костёла Троицы, а даже до Березвечья (3 км).

### Российская империя
В июле 1812 года во время пребывания в Глубоком Наполеон сделал своей резиденцией монастырь кармелитов (точнее, три кельи верхнего этажа жилого корпуса), покидая который, император якобы сожалел, что не может взять с собой в Париж сам костёл монастыря, ибо его не стыдно было бы установить рядом с Собором Парижской Богоматери. В 1831 году, после восстания, в зданиях монастыря разместилась комиссия военного суда под председательством М. Н. Муравьёва. Склепы в подземельях собора и монастыря, в которых во время восстания кармелиты хранили арсенал повстанцев, сделали камерами для узников, а сам главный подземный коридор разделили массивной решёткой.
Единственный сохранившийся инвентарь, датируемый 1862 годом, так описывает костёл:
Костёл и монастырь… фундированный Юзефом Корсаком… заложен в виде креста. Закончен в году 1735 июля 3 и освящён Ежи Анцутой, виленским суфраганом… Сегодня костёл и монастырь в состоянии запустения, нуждаются в большом ремонте… длина его 72, ширина 32 аршина, имеет 4 башни — 2 с фасадов кирпичные, в одной из них нерабочие часы и 3 колокола весом 196 пудов, сзади 2 деревянные башни… Окон 32, алтарей 7, орган на 12 голосов… костёл черепицей накрыт.
В 1865 году монастырь кармелитов был закрыт (его строения передали палате государственных имуществ). Вскоре костёл был отдан в распоряжение православной церкви, а непосредственно монастырь с его землями и угодьями выделили для поддержания храма. Уже сразу после 1863 года власти ассигновали 27 тысяч рублей серебром на перестройку бывшего костёла. С осени 1867 года началось отправление православных служб, что, однако, не носило постоянного характера. В 1872—1878 годах перестройка храма состоялась. Изменения в основном коснулись внутреннего убранства церкви, внешний же вид затронула лишь покраска стен и куполов, «в которых прелестной красоты акварель была заменена побелкою на воде, с серым отливом колера». Внутри вместо римского алтаря был установлен православный иконостас с его принадлежностями; упоминаются из внутреннего убранства драгоценное паникадило, громадные подсвечники у местных икон и величественный запрестольный семисвечник, которые приобретены были стараниями местного причта и которые «своею массивностью, размером, высоким качеством материала и художественною отделкою служат роскошным украшением храма, восполняя неудачно-изменённое самобытное его достоинство». Среди прочего были убраны орган, боковые алтари, исповедальни (вместо них установили царские врата), имущество костёла разграблено. В 1875 году православная церковь начала действовать. Впоследствии 3 сентября 1878 года состоялось переосвящение перестроенного костёла в православную Рождество-Богородицкую церковь, проведённое епископом Ковенским преосвященным Владимиром (Никольским). В торжествах, связанных с данным освящением, участвовали 16 священников, 2 диакона и более 5 тысяч паломников, и от глубокской церкви Святой Троицы состоялся крестный ход с антиминсом и мощами. При этом корпус монастыря был отдан городской полицейской управе, а библиотека из трёх тысяч книг — Виленскому музею древностей (архивы оказались в Санкт-Петербурге), наряду с собранием картин и географических карт, физическим кабинетом; остальное было разворовано. Ещё в 1930-е годы перед входом в храм лежала белая мраморная плита с надписью «Roku 1782. Grzesznik prosi o jednę: Zdrowaś Marya» («1782 г. Грешник просит об одном: Богородице Дево, радуйся…»).
При перестройке после 1863 года над средокрестием храма в 1885 году возвели в неоготическом стиле деревянные барабан и купол. Для осуществления этого пришлось снизить очень высокую конструкцию крыши.
По данным 1892 года, храм относился к Глубокскому благочинию и имел достаточно утвари для служений. Ещё в 1872 году для ремонта и поддержания церкви было выделено 94 десятины земли с жилым домом и хозяйственными пристройками (на 1892 год — доход в 150 рублей в год), фруктовым садом (доход в 105 рублей в год), водяной мельницей (доход в 75 рублей в год) и бывшим кармелитским каменным двухэтажным домом (место размещения причта), часть которого отдана в аренду почтовому отделению (150 рублей) и аптеке (50 рублей). Также приносила доход и сдача в аренду бывшего кармелитского деревянного дома (26 рублей 50 копеек). В 1892 году для храма были положены 2 священника и 2 псаломщика, чьё жалование составляли 992 рубля и добавочный 21 рубль 18 копеек. Прочей земли было 111 десятин, из которых 5 десятин составляла усадебная земля, 37 — пахотная, 28 — сенокосная, а 33 десятины были «под дровяным лесом и озером». Всего к приходу храма относились 2 приписные и 2 кладбищенские церкви, бедных на утварь и находящихся в ветхом состоянии, 683 двора с числом прихожан в 2752 мужчины и 2665 женщин.

### Польша и СССР

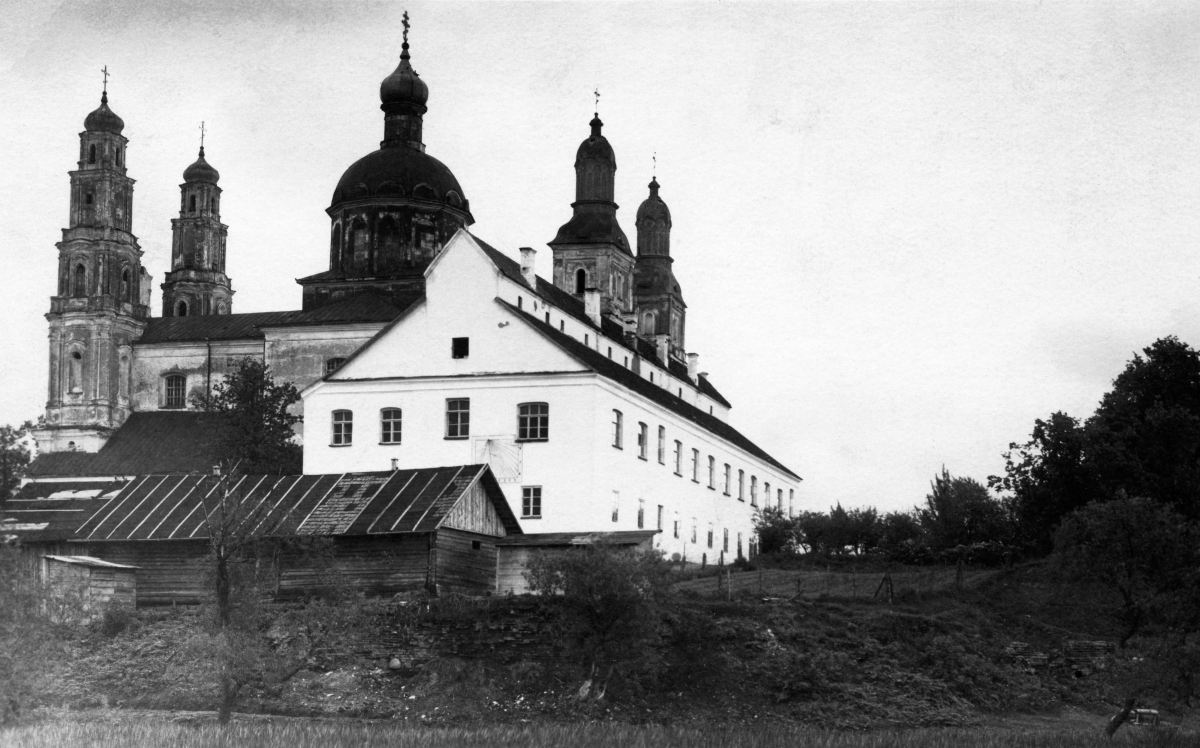
На фотографии польского периода видны все четыре башни костёла

Согласно одной точке зрения, в 1921 году здание церкви вернули католикам, которые в 1932 году осуществили реконструкцию храма. Согласно другому мнению, процесс возврата имущества кармелитам происходил с 1927 года. Попытки вернуть храм католикам не увенчались успехом В сохранившихся постройках же монастыря находилось Глубокское староство.
Во время Второй мировой войны подземелья собора использовали как тюрьму для своих пленных отряды коллаборационистов Родионова. Здание храма во время войны было частично повреждено: в 1944 году сгорели деревянный барабан с куполом и верхние ярусы башен, пострадало множество икон, алтарь, церковный архив. В отличие от самого храма, накрытого кровельным железом, башни были отстроены, но в уменьшенном виде. После войны здания монастыря использовались как маслозавод, позже — зональный архив, а подземелья самого храма — как склад Глубокского консервного завода.
В «Списке взятых на государственный учёт церквей, монастырей и молитвенных домов, действующих в Глубокском районе» 1945 года храм упомянут опять как церковь Рождества Богородицы, в пользовании которой находилось лишь одно здание; договор на право пользования верующими заключён не был. Для храма отсутствовала также ревизионная комиссия, равно как и церковная тройка по управлению церковными зданиями.
В 1970 году, в период с 10 по 13 сентября (скорее всего, вечером 12 сентября и утром следующего дня), архиепископ Минский и Белорусский Антоний (Мельников), которого в поездке сопровождали игумен Валентин, доцент Московской духовной академии, и Б. А. Бураков, благочинный Витебского благочиния, провёл богослужение среди прочих и в храме Глубокого. Помимо украшений, в церкви были положены ковры. По признанию местных органов власти, посещение богослужения было массовым: так, количество верующих в церкви составило от 5 тысяч (данные Буракова) до 700 человек (благочинный Иванов); пел хор. В число присутствовавших лиц вошли также 15 штатных и 1 нештатный священник, ксёндз Глубокского костёла И. И. Францкевич и духовный наставник Ластовичской старообрядческой церкви С. Д. Фёдоров. О присутствии последнего на службе Антонию сообщил благочинный Иванов, представивший архиепископу ксёндза Францкевича. Состоялось также награждение архиепископом Антонием священника Чашникской церкви Н. Ф. Кублицкого. По данным Н. Ф. Высоцкой 1983 года, в храме был проведён свет и установлены решётки, однако отсутствовали сигнализация и телефонная сеть. В том же 1983 году с северной стороны алтаря в храме создали тёплый храм, а именно придел в честь преподобного Серафима Саровского площадью 80 м², освящённый 29 декабря того же года. К 1988—1990 годам относится ремонт храма, который проводился как внутри, так и снаружи: в частности, для перекрытия крыши было использовано оцинкованное железо. Приписной храм в честь Воздвижения Животворящего Креста Господня в деревне Забелье, закрытый в 1963 году, был восстановлен и освящён в 1990 году

### Республика Беларусь
На данный момент приход данного глубокского собора является самым многочисленным в Полоцкой епархии. При церкви действуют воскресная школа для детей и для взрослых, детский хор, православная библиотека и профессиональный хор, собирается «Содружество православной молодёжи во имя преподобного Серафима Саровского». В сентябре 2012 года воспитанники воскресной школы высадили вблизи храма молодой сад Молитвы. Настоятелем собора является протоиерей Сергий Громыко.

## Архитектура

План собора

Данная церковь является первым памятником архитектуры виленского барокко на территории Белоруссии, однако до перестройки в 1735 году представляла собой один из наиболее интересных примеров сарматского барокко. Храм, в плане представлявший изначально протяжённый прямоугольник (в эту строго прямоугольную форму с точностью вошли все объёмно-пространственные части костёла), имеет упрощённое планировочное решение, включая трёхнефную базилику, прямоугольную апсиду (пресбитерий), выделенную боковыми сакристиями, и располагавшийся за ней целый ряд келий, соединённых между собой коридором (один из корпусов монастыря, пристроенный непосредственно к задней плоской стене алтарной части и датированный тем же временем постройки). Для объёмно-пространственной композиции церкви, напротив же, характерен многоярусный многоплановый вид. Так, наряду с четырьмя башнями, отмечающими углы храма, он отличается и двухъярусным перепадом нефов с выделенными крыльями трансепта. Эти четыре башни изначально, до перестройки фасада в 1735 году, были одинаковыми: квадратными (четвериковыми) в плане, двухъярусными и имели высокие полуциркульные окна, креповки и невысокие шатровые крыши. Затем обе фасадные башни были разобраны вплоть до карниза боковых нефов и заменены на сквозные, четырёхъярусные четвериковые башни с лучковыми и полуциркульными проёмами. Для первоначальных четырёх башен прослеживалась генетическая связь с оборонительными храмами-крепостями белорусских земель, однако их форма и значение для композиции относятся уже к зрелому барокко, равно как и перестройка башен главного фасада в 1735 году стала отражением развития и усовершенствования национальных форм данного стиля. Черты стиля алтарной части с фланкирующими её данными двумя четвериковыми башнями и завершающим её треугольным фронтоном соответствуют как раз сарматскому барокко.

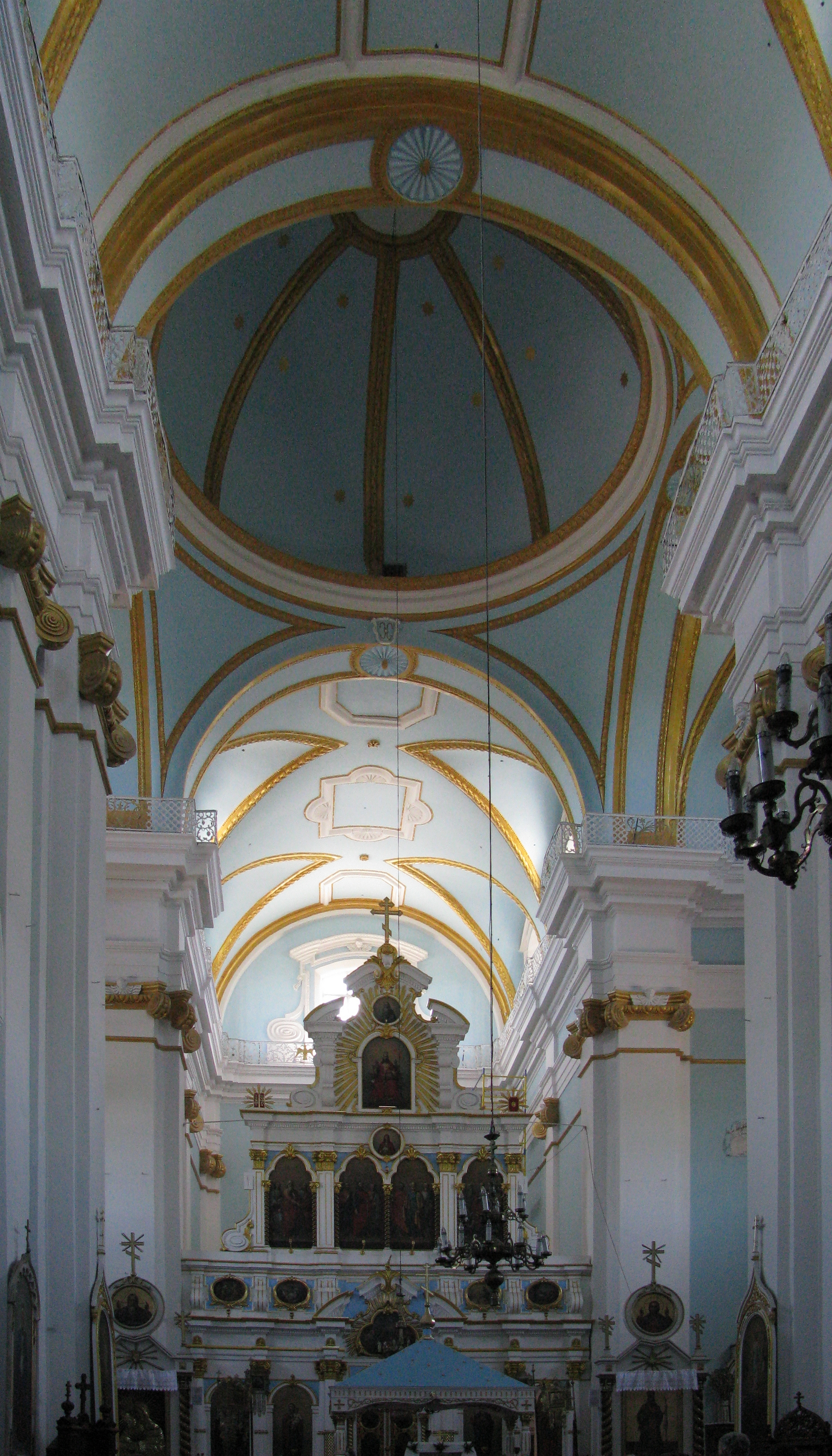
Интерьер храма

Главный фасад церкви, на который сделан основной акцент, фланкирован двумя стройными многоярусными башнями, увенчанными луковичными главами, и отличается фигурным ступенчатым фронтоном, возведённым между башен. Вертикальную динамическую устремлённость последних подчёркивают и усиливают узкие и высокие арочные проёмы наряду с многочисленными креповками. О первоначальном же оформлении главного фасада судить сложно, но, по мнению исследовательницы Слюньковой И. Н., оно следовало, вероятно, римским архитектурным образцам, точнее трёхосевой композиции, при которой дольняя часть базилики оформлена системой пилястр, а горняя часть — треугольным фронтоном и волютами по сторонам (такие волюты позднее были представлены в двух верхних ярусах иконостаса). Богато украшенный портал входа с резными дверьми XVII века с позолотой выделяет центр низшего фасадного яруса, в то время как ниши-экседры, завершённые конхами, — его боковые стороны. Между низшим ярусом и следующим за ним, раскрепованным пилястрами и имеющим боковые части скругленными, расположен антаблемент, далее следует широкий крепованный фронтон. Окно, расположенное в разрыве данного фронтона, декорировано значительно выступающим пластичным порталом. Аттиковый фронтон, представляющий собой третий ярус, обладает сложным завершением. Ещё в 1735 году данный фасад был обильно декорирован ордерной пластикой — в частности, были добавлены связки пилястр, раскреповки, волнистые профилированные тяги и прочее. Ажурность главному фасаду придали возникшие с данной перестройкой сквозные проёмы башен и фронтонов вкупе с глубокими нишами (табернаклями), похожими на экзотические раковины. Задний фасад храма был решён в более сдержанных формах: так, он отличается треугольным фронтоном с круглой нишей в центре, украшением которого служат крестообразные лопатки, и двумя симметричными четвериковыми башнями.
Деревянный купол, сгоревший вместе с деревянными верхами башен и барабаном в 1944 году, вкупе с четырьмя маковками башен явился единственно лёгким для выполнения, но в то же время радикальным способом приспособить архитектуру кармелитского костёла, имевшего сходство с Виленским кафедральным собором, к нуждам православной церкви. Несмотря на несоответствие западноевропейской архитектуре барокко, маковки «кодировали храм как новообращённый для православных».
Перекрытие нефов храма, интерьер которого сохранил свою объёмно-пространственную композицию с XVII века, составляют цилиндрические своды с распалубками. Над бабинцем храма расположены хоры. При перестройке в 1735 году для фасада церкви и её интерьера было выполнено единое ордерное оформление. Так, для стен и столбов храма характерна раскреповка пилястрами и широкими карнизными поясами, декор которых представляет собой богатый растительный орнамент с мотивами стилизованных листов аканта в дополнение к горельефным изображениям головок ангелов. Для декора сводов, в частности плафонов и обрамлений рёбер распалубок, характерен лепной геометрический орнамент. Галерея, идущая над антаблементами храма по всему его периметру, обнесена кованной металлической решёткой с орнаментом. Лепка, использованная в оформлении интерьера, сделана в технике стукко. В интерьере средокрестие оформлено плоским и ложным куполом.
Фресковые росписи, некогда украшавшие своды и часть стен, при перестройке храма в православную церковь были покрыты пластом штукатурки. Согласно воспоминаниям Александра Котлинского 1878 года, первого благочинного перестроенного храма, данные росписи были «прелестной красоты».
В своё время при храме был обширный сад.

## Иконы
Согласно «Акту предварительного обследования культовых зданий в городах Полоцк, Глубокое, Орша, Витебск» от 20 октября 1963 года, во время обследования собора не было выявлено утвари и росписей, представлявших художественную ценность. При этом внимание исследователей привлекли лишь две иконы благодаря своей точной датировке. Первый образ — икона Ченстоховской Богоматери — имел размеры 1 × 1,5 м и был написан маслом. Его мелкозернистый холст был наклеен непосредственно на дерево. На образе была обнаружена следующая надпись старославянским шрифтом: «образ Пресвятой девы Марии, Богородицы Ченстоховской, сооруженный для украшения Глубокской церкви иждивением глубокского обывателя Федора Грицкевича в 1757 г., возобн[овлена] в 1898 г. при иерее Влад. Концевиче». Икона, согласно рассказу служителя церкви Ясюкевича, была доставлена из каплицы на кладбище Дуброва после пожара в ней.
Второй образ — изображение Богоматери с младенцем — имел размеры 50 × 60 см и бронзовую ризу. Его холст, состоящий из двух слоёв — мелкозернистого (первый) и крупнозернистого (второй), был наклеен непосредственно на доску. Нижняя часть иконы была покрыта серебристой краской, на которой читалась чёрная надпись в две строки: «S Maria Mater dei \\ Anno 1738». Нижняя строка была дописана синими чернилами. В собор образ был привезён из села Сороки после разбора местной церкви в 1963 году. Данная икона до сих пор находится среди прочих образов храма, иконостас которого был поставлен в 1863 году. По данным же 1995 года, образ, чей серебряный с позолотой оклад считается произведением искусства рококо, размещался в одноимённой каплице храма, находящейся на кладбище.
Также в храме находится икона «Достойно есть», являющаяся точной копией чудотворного образа из афонского Карейского храма и имеющая размеры 1,6 × 1,15 м. Внутри образа, написанного масляными красками на кипарисовом дереве и окроплённого водой из реки Иордан и ряда других живоносных источников, вложили и навсегда заделали частицы мощей многих святых, а также кусочки ваты, которая предварительно была освящена на Гробе Господнем, святых мощах и перед многими иконами Божией Матери, а также кусочки ваты, которая была пропитана святым елеем, взятым из неугасимых лампад на Гробе Господнем, Гробе Богоматери и на Голгофе («ина многая благодатная Святыня из Иерусалима и с Афона внутри ея сокровенно заделана»). Согласно дарственной надписи на обратной стороне иконы, она представляет собой «дар от некоторых беднейших Русских святогорских иноков-патриотов всечестному отцу, настоятелю православной церкви в честь Рождества Пресвятой Богородицы в местечке Глубоком, Литовской епархии, Виленской губернии, Дисненского уезда, священнику Евфимию Диволовскому с причтом и приходом для сей церкви в неотъемлемое достояние, во благословение от святой Горы Афонской сему храму, причту, прихожанам, богомольствующим в нем и благотворителям онаго, селению и по всему округу православным жителям — постоянным и временным, нынешним и будущим, духовным и военным, чиновным и простым в благодатную им всем помощь от всяких бед, зол и напастей от всех и на всех видимых и невидимых, явных и тайных, внешних и внутренних врагов России и Царя, Православия и Христианства». Кроме того, надпись содержит молитву Пресвятой Богородице о храме, приходе и стране. Икона известна исцелениями и фактом мироточения в 1999—2000 годах. В Глубокое икона, согласно «Литовским епархиальным ведомостям» за 1911 год, была доставлена в июне 1911 года. Был организован при участии духовенства и паломников (около 13 тысяч) специальный крестный ход, который за трое суток прошёл с иконой 35 вёрст, сделав остановки для молебствий в селениях Верхнее и Ласица и приблизившись к Глубокому вечером 12 июня. Навстречу вышел другой крестный ход с участием инокинь из Березвечской обители, которые после соединения крестных ходов внесли икону в храм, и была совершена служба с акафистом Богородице (на следующий день уже были проведены Божественная литургия и водосвятие на озере в Березвечье у часовни), на которую прибыл член Государственной думы, священник Александр Вераксин. О данном событии был отправлен рапорт Агафангелу, архиепископу Виленскому и Литовскому, который, в свою очередь, представил его императору. В честь события было определено ежегодно 12 и 13 июня (по юлианскому календарю) совершать соответствующие богослужения. В последние годы старая традиция крестного хода с иконой от собора к недавно открытому Березвечскому женскому монастырю возобновилась, при этом верующие устилают цветами дорогу, по которой священнослужители несут на руках образ. В 2011 году с 21 по 26 июня прошло празднование 100-летия иконы.

## Настоятели собора[66]
|    | Имя, отчество, фамилия священнослужителя | Время служения настоятелем |
| -- | ---------------------------------------- | -------------------------- |
| 1  | Илларион Иоаннович Вилляновский          | 03.09.1878 — 08.05.1890    |
| 2  | Николай Иоаннович Никольский             | 08.05.1890 — 25.03.1897    |
| 3  | Владимир Иоаннович Концевич              | 29.05.1897 — 07.12.1901    |
| 4  | Дмитрий Владимирович Маркевич            | 12.01.1902 — 10.03.1902    |
| 5  | Александр Яковлевич Смирнов              | 10.03.1902 — 17.05.1908    |
| 6  | Евфимий Алексеевич Диволовский           | 17.05.1908 — 05.1917       |
| 7  | Николай Александрович Игнатович          | 06.1917 — 21.01.1948       |
| 8  | Василий Григорьевич Скурко               | 03.03.1948 — 28.06.1960    |
| 9  | Иоанн Михайлович Стосуй                  | 09.08.1960 — 01.10.1962    |
| 10 | Валентин Константинович Богаткевич       | 01.10.1962 — 06.06.1963    |
| 11 | Иоанн Михайлович Стосуй                  | 06.06.1963 — 15.11.1963    |
| 12 | Аркадий Владимирович Стрелковский        | 15.11.1963 — 05.10.1964    |
| 13 | Евгений Михайлович Амельянюк             | 24.02.1966 — 29.08.1967    |
| 14 | Михаил Иосифович Юращик                  | 29.08.1967 — 12.12.1967    |
| 15 | архимандрит Афанасий (Кудюк)             | 12.12.1967 — 10.01.1969    |
| 16 | Александр Васильевич Иванов              | 10.01.1969 — 15.07.1974    |
| 17 | Иосиф Иосифович Шевченко                 | 15.07.1974 — 1978          |
| 18 | Серафим Адамович Гоголушко               | 1978 — 18.05.1997          |
| 19 | Дмитрий Петрович Авсиевич                | 20.05.1997 — 03.09.2003    |
| 20 | Сергий Алексеевич Громыко                | с 03.09.2003               |

## Комментарии
1. ↑  При этом исследовательница Габрусь Т. В. считает, что на действительном времени постройки собора и стилистике его архитектуры сказались занятие Глубокого русскими войсками во время русско-польской войны 1654—1667 годов и сожжение местечка в 1661 году, а также пожар 1700 года. См.: Габрусь Т. В. Мураваныя харалы: сакральная архітэктура беларускага барока. — Минск: Ураджай, 2001. — С. 142—143. — 286 с. — ISBN 985-04-0499-X..
2. ↑  Иногда церковь упоминается как костёл Сердца Иисуса. См.: Габрусь Т. В. Мураваныя харалы: сакральная архітэктура беларускага барока. — Минск: Ураджай, 2001. — С. 142. — 286 с. — ISBN 985-04-0499-X..
3. ↑  Корсак осуществил ряд других фундаций костёлу и монастырю (1636, 1640 и 1642 годы), в том числе имения Мостовище, Свилу и Передолы (утверждено варшавским сеймом 1647 года), и завещал кармелитам своё имущество. См.: Габрусь Т. В. Мураваныя харалы: сакральная архітэктура беларускага барока. — Минск: Ураджай, 2001. — С. 142. — 286 с. — ISBN 985-04-0499-X.; Сапунов А., Друцкий-Любецкий В. Материалы по истории и географии Дисненского и Вилейского уездов Виленской губернии. — Витебск: Губернская Типо-Литография, 1896. — С. 103.
4. ↑  Над одной из ниш данного склепа присутствует надпись на латинском языке: «Hic ossa, anima in coelo in pace quiescunt illustrissimi fundatoris» («Тут спят в мире кости вельможного фундатора, душа его — на небе»). См.: Сапунов А., Друцкий-Любецкий В. Материалы по истории и географии Дисненского и Вилейского уездов Виленской губернии. — Витебск: Губернская Типо-Литография, 1896. — С. 104.; Кулагін А. М. Праваслаўныя храмы Беларусі: энцыклапедычны даведнік. — Минск: БелЭн, 2007. — С. 121. — ISBN 978-985-11-0389-4..
5. ↑  Благодаря размещению трансепта точно посредине внешней композиции и торцовые, и боковые фасады храма обрели зеркальную симметрию. В интерьере же данный попарно равноконечный крест, возникший в результате в верхнем сечении церкви, отмечен куполом на средокрестии. См.: Габрусь Т. В. Мураваныя харалы: сакральная архітэктура беларускага барока. — Минск: Ураджай, 2001. — С. 143. — 286 с. — ISBN 985-04-0499-X..
6. ↑  Иногда в качестве автора проекта 1735 года указывают гродненского архитектора с итальянскими корнями Юзефа Фонтана (также известен как Иосиф Фонтана III). См.: Габрусь Т., Ярашэвіч А. Глыбоцкі кляштар кармелітаў // Вялікае княства Літоўскае / Рэдкал.: Г. П. Пашкоў (гал. рэд.) і інш. — Минск: БелЭн, 2007. — Т. 1. — С. 539. — 688 с. — ISBN 978-985-11-0393-1.; Собор Рождества Пресвятой Богородицы / Под редакцией А. В. Вертинской, С. А. Громыко, М. П. Черепковского. — Глубокое, 2001. — С. 5. Польский историк Б. Ванат предполагает, что всем руководил итальянский архитектор Франческо Плачиди. См.: Собор Рождества Пресвятой Богородицы / Под редакцией А. В. Вертинской, С. А. Громыко, М. П. Черепковского. — Глубокое, 2001. — С. 5.; Wanat B. J. Zakon Karmelitów Bosych w Polsce. — Kraków, 1979. — С. 458—471.
7. ↑  К нашему времени от здания 1639 года сохранились две приземистые башни заднего фасада. См.: Всеобщая история архитектуры / Под ред. Максимова П. Н. — М., 1968. — Т. VI. — С. 519—520.
8. ↑  Исследователь А. Н. Кулагин первоначально относил данные изменения (как в фасаде, таки и в интерьере) к стилю рококо. См.: Кулагін А. М. З архітэктурнай спадчыны // Памяць: гісторыка-дакументальная хроніка Глыбоцкага раёна / Рэд.: Б. І. Сачанка [і інш.]. — Минск, 1995. — С. 59—73.
9. ↑  Из-за покрытия плоскостей данных пилястр волнистым рельефом исчезла выразительность контура объёмов. См.: Гісторыя беларускага мастацтва / Рэдкал.: С. В. Марцэлеў (гал. рэд.) і інш.; Рэд. тома Я. М. Сахута. — Минск: Навука і тэхніка, 1988. — Т. 2: Другая палова XVI — канец XVIII ст.. — С. 117. — 384 с. — ISBN 5-343-00342-7.
10. ↑  Свидетельством тому была плита из красного мрамора (125 × 93 см), которая после закрытия костёла была перенесена и положена перед входом к кладбищенской каплице (на Коптевке), а в 1933 году была вмурована в паперть по левой стороне от входа. В переводе текст на плите такой: «Именем Божиим! Путник, остановись благочестиво, и при самом виде Храма вознеси благодарение бессметному имени Корсаков! Если ищешь ты Основателя, смотри не только в сердца верующих, но и взгляни на этот кусок мрамора: достославный господин Юзеф Корсак, воевода мстиславльский и староста дисненский, вверяя себя милости Божией, костел сей и дарственную в 1640 году учредил. Если же хочешь ты знать, кто был консекратором сего костёла, считай им Достославного и в Боге преосвященного Ежи Анцуту, епископа антипатрийского, викария виленского, который 1735 года 16 июля костёл сей, освятив, отдал. Да будет благословенна память их обоих. Войди в церковь и старайся вымолить у Бога отпущение грехов». См.: Hedemann Ott. Glebokie. — Wilno, 1935. — С. 15.
11. ↑  Некоторые исследователи данные ворота наряду с боковым входом при фасаде и небольшой каплицей, помещённой в преломлении стены, относят к стилю рококо. См.: Hedemann Ott. Glebokie. — Wilno, 1935. — С. 16.; Lorentz St. Wycieczki po wojewodztwie Wilenskiem. — Wilno, 1932. — С. 59.
12. ↑  Иногда указывается 1831 год (см.: Слюнькова И. Н. Храмы и монастыри Беларуси XIX века в составе Российской империи. Пересоздание наследия. — М.: Прогресс-Традиция, 2009. — С. 535,  585.), 1842 (см.: Слюнькова И. Н. Монастыри восточной и западной традиций. Наследие архитектуры Беларуси. — М.: Прогресс-Традиция, 2002. — С. 365. — 600 с. — ISBN 5-89826-093-5.) или 1862 (см.: Габрусь Т., Ярашэвіч А. Глыбоцкі кляштар кармелітаў // Вялікае княства Літоўскае / Рэдкал.: Г. П. Пашкоў (гал. рэд.) і інш. — Минск: БелЭн, 2007. — Т. 1. — С. 539. — 688 с. — ISBN 978-985-11-0393-1.) или 1861 год (см.: Кулагін А. М. Праваслаўныя храмы Беларусі: энцыклапедычны даведнік. — Минск: БелЭн, 2007. — С. 121. — ISBN 978-985-11-0389-4.).
13. ↑  Иногда указывается 1874 год. См.: Слюнькова И. Н. Храмы и монастыри Беларуси XIX века в составе Российской империи. Пересоздание наследия. — М.: Прогресс-Традиция, 2009. — С. 585.
14. ↑  По другим данным, в 1895 году. См.: Всеобщая история архитектуры / Под ред. Максимова П. Н. — М., 1968. — Т. VI. — С. 519—520.
15. ↑  Иногда указывается псевдовизантийский стиль. См.: Габрусь Т. В. Глыбоцкі касцёл і кляштар кармелітаў // Архітэктура Беларусі. — Минск: БелЭн, 1993. — С. 149. — 620 с. — ISBN 5-85700-078-5.; Hedemann Ott. Glebokie. — Wilno, 1935. — С. 17.
16. ↑  При этом основные параметры строения были выбраны в соответствии с основными требованиями ордена кармелитов: расстояния между пилястрами центрального нефа составили 9,6 м; ширина боковых каплиц — 4,2 м, а длина трансепта была выбрана равной половине ширины центрального нефа. См.: Слюнькова И. Н. Монастыри восточной и западной традиций. Наследие архитектуры Беларуси. — М.: Прогресс-Традиция, 2002. — С. 366. — 600 с. — ISBN 5-89826-093-5..
17. ↑  Согласно другим источникам, храм изначально представлял собой трёхнефную базилику с двумя башнями, число которых, после расширения постройки, достигло четырёх. Тем самым для храма была достигнута оригинальная объёмно-пространственная симметричная композиция с развитым силуэтом (для восприятия со многих точек, ибо храм является основной постройкой в пространственной композиции Глубокого). Идея перехода от двух до четырёх башен, возможно, была взята от храмов с четырьмя башнями Беларуси и Литвы в XV—XVII веках, однако сходство условно, так как в более старых храмах башня выполняли оборонную функцию. См.: Чантурия В. А. История архитектуры Белоруссии. — Минск: Вышэйшая школа, 1977. — С. 182.; Чантурия В. А. Памятники архитектуры и градостроительства Белоруссии. — Минск: Полымя, 1986. — С. 206. — 240 с.; Всеобщая история архитектуры / Под ред. Максимова П. Н. — М., 1968. — Т. VI. — С. 519—520.
18. ↑  По мнению Т. В. Габрусь, кроме того, имела место «осознанная имитация средневекового рыцарского замка». См.: Габрусь Т. В. Мураваныя харалы: сакральная архітэктура беларускага барока. — Минск: Ураджай, 2001. — С. 143. — 286 с. — ISBN 985-04-0499-X..
19. ↑  По мнению Т. В. Габрусь, ажурность наряду с пластичностью лишь приобрели фронтоны с формами башен, что обусловили фигурные проёмы, те же раскреповки, слоистые пилястры, разорванные и волнистые карнизы. См.: Габрусь Т. В. Мураваныя харалы: сакральная архітэктура беларускага барока. — Минск: Ураджай, 2001. — С. 143. — 286 с. — ISBN 985-04-0499-X..